# Pârâul Alb, Jiu
Pârâul Alb este un curs de apă, afluent al râului Jiu. 